# 北京クィア映画祭
北京クィア映画祭（ぺきんくぃあえいがさい、Beijing Queer Film Festival、BJQFF、中国語: 北京酷児影展）は、北京で毎年開催されているLGBT映画祭である。中国大陸で初めて設立されたLGBT映画祭で、作家・LGBT映画監督の崔子恩によって2001年に創設された。
北京には大規模なLGBTコミュニティがあり、北京大学で始まったこの映画祭は、「ジェンダーとセクシュアリティに特化した、中国で唯一のコミュニティをベースとする非政府の映画祭」とされている。

## 沿革

### 名称
2001年当初の名称は「中国同性愛映画祭」（中国語: 中国同性恋電影節）であった。2005年「北京同性愛映画祭」（中国語: 北京同性恋電影節）に、2007年に「北京酷児映画フォーラム」とした。「酷児」は「クィア」の中国語音訳で、直接的には、当時政治的なリスクが低いという理由から用いられた。「酷児」の語は徐々に定着し、セクシュアルマイノリティを同性愛に限らない意識の変化も表している。
2009年から2014年までは「北京クィア映画祭」（中国語: 北京酷児影展）という名称を用い、2015年に「愛酷映画週間」に改称された。「映画祭」から「週間」の呼称に改められたのは、言葉の上での規模を小さくし、圧力をかわす意味があった。

### 主催者
当初は大学生主導で運営されていたが、徐々にエイズ予防NGOや中国インディペンデント映画上映活動の担当者なども運営に参加するようになった。また、資金的な援助を宋庄芸術区の栗憲庭電影基金、各国大使館、フォード基金などから受けた。
2023年時点での組織委員会のメンバーは、趙知行・仇一涵・胡啓鴻・呉漫・魏建剛・范坡坡・涂建平・楊洋であり、北京電影学院の卒業生や、映画研究者・映画監督などで構成されている。

### 開催場所
開催場所は、当初は北京大学で開催されたが、追放され、798芸術区に移った。しかし、芸術区の商業化にともなって自由が制限され、北京郊外の宋庄で開催された。しかし、宋庄でも開けなくなり、都市部のカフェ・バーでのゲリラ上映や、バス・列車での移動中の上映、またオランダ・フランス・アメリカ・イギリスなどの大使館や、大使館管理の文化センターで開催されることもあった。

## 背景
中華人民共和国では、社会主義の政治秩序・公共秩序が構築される過程で出現した「流氓罪」という項目のもとで、同性愛者は処罰されていた。しかし、1997年に流氓罪の適用範囲が細かく定められた結果、同性愛が対象ではなくなり、同性愛の「非犯罪化」がなされた。2000年には李銀河 (社会学者)によって同性婚の法制化が提案され、2001年には同性愛が精神病の項目から外されるなど、社会状況に変化があった。
その一方で、中国にはレズビアン・ゲイ・バイセクシュアル・トランスジェンダーの生活を映画やテレビで肯定的に描くことを禁止する検閲法があり、映画製作者や映画祭主催者がLGBT映画を上映することには変わらず困難がつきまとっている。上海国際映画祭・北京国際映画祭などでは、ゲイをテーマにした作品は上映されず、『ブロークバック・マウンテン』などの映画のDVDは闇市場でしか入手できない。
こうした状況下で、北京クィア映画祭は、政府当局による性的少数者への抑圧と、インディペンデント映画祭への制限という二重の圧力を受ける位置に立たされてきた。また、海外のクィア映画祭のように、LGBTコミュニティの映画祭として生まれたわけではなく、当初はインディペンデントの映画運動の一環として始まり、後に周縁化された性的少数者の声を上げる場やコミュニティとしての機能を持つようになった点に特色がある。

## 歴史
北京クィア映画祭は、自らがゲイであることを公表している映画監督の崔子恩によって2001年に創設された。映画祭の初期には、警察によって上映が急遽中止されることも多く、映画は映画館や大学からバーや個人の家に移された。映画祭は2001年と2005年に警察によって閉鎖され、映画祭の主な会場は変更されたり、キャンセルされたりした。

### 2001年・第1回
第1回の北京クィア映画祭（中国同性恋電影節）は、2001年12月14日～19日に、崔子恩の支持のもと、北京大学電影協会の張江南・楊洋が主催して開催された。会場は北京大学図書館の南配殿であった。映画祭では、蔡明亮『河』、張元『東宮西宮』、関錦鵬『藍宇 〜情熱の嵐〜』などが上映された。また、李銀河の講演も行われた。
北京大学内の会場を借りる際には、北京大学の共産主義青年団の許可が必要であったが、当時は「同志」の語が同性愛の意味を持つことがあまり知られていなかったことを利用し、青年団への申請の際にはイベント名だけを伝え、イベント開催を許可された。しかし、映画祭の2日目、張江南は青年団の委員会に呼び出され、映画祭について説明を求められた。また、3日目には、青年団から、上層部が映画祭を問題にしていることを伝えられ、「映画祭を開催する目的」「営利行為か否か」「映画祭が好ましくない社会的影響を引き起こしており、張がどれほどその影響を大きくしようとしているか」といった質問を受けた。19日には、映画祭は停止を命じられたが、その時には中国内の映画は全て上映を終えていた。その後は、大学キャンパス外の喫茶店で外国の同性愛映画を上映した。

### 2005年・第2回
2005年の第2回は、4月に北京大学の百周年紀年講堂の多目的ホールで開催される予定だった。この時には、映画祭の時間・場所などは開幕3日前まで明かさず、メディアは北京の外国メディアにのみ通知し、さらに初回上映前には発言をせず、ポスター・横断幕の設置も取りやめるなど、組織委員会は政府当局に対して万全の警戒を行った。しかし、映写技師の通報によって発覚し、講堂側に追放されることとなった。その後、現場のボランティアがその場にいた200名以上の観客の電話番号を書き集め、映画祭の組織委員会は代替場所を探し出し、その日の夜に代替の上映場所を通知した。
代替場所は、映画監督の韓濤が共有している798芸術区のスペースであり、200人以上の観客が集まり、椅子が足りず地面に座ったり立ち見する人も多かった。ここでは、香港映画の『蝴蝶』『好郁』『艶光四射歌舞団』や、韓濤『宝宝』などが上映された。

### 2007年・第3回
第3回は、2007年12月2日に「北京インディペンデント映画祭」（中国語: 北京独立電影論壇）の企画の一部という形式で開催された。この時も宣伝は慎重を期して行われ、2日前にメーリングリストや一部の友人にテキストメッセージで通知され、オンラインで公開しないように注意された。周耀武『征婚啓事』などが上映され、社会学者の潘綏銘、作家の童戈らがスピーチを行った。

### 2009年・第4回
2009年の第4回では、「北京酷児影展」に改名され、北京郊外の宋庄で開催された。当局による目立った妨害などはなく、中国大陸の作品のほかに、香港・台湾・日本・シンガポールなど50部以上の映画が上映された。インディペンデント映画の支援に携わってきた栗憲庭は、スピーチで「中国において、インディペント映画を作るのは難しいことだが、クィア映画を作るのはさらに難しいことだ。どれほど困難であっても、全員で勝ち取らなければならず、自由は誰かに恵んでもらうものではなく、勝ち取らなければならないものだ」と述べた。また、崔子恩は「最大の変化は、これをやっているのが私一人ではないということである。ゲイ・コミュニティからの支援が増え、社会はよりリラックスし、考え方がオープンになった」と述べた。

### 2011年・第5回
2011年、楊洋は『わたしたちの物語 ～ 北京クィア映画祭と十年間の「ゲリラ戦」』（中国語: 我們的故事：北京酷児影展十年游撃戦）と題したドキュメンタリーを制作し、過去の映画祭とその背景にあった奮闘を記録し、中国政府のメディア検閲を検証した。

### 2013年・第6回
2013年、映画祭は妨害されることなく開催された。この時、主催者は公の広告を行わず、上映会場の多くは直前に発表された。地元当局の目が届かないフランス大使館・オランダ大使館・アメリカンセンターといった場所で、より一般に知られた上映が行われた。この年は、中国本土、香港、マカオ、台湾の中国語作品を含む9カ国28作品が上映され、中国における映画検閲をテーマにした討論会も開催された。また、バイセクシュアルやマイノリティの中のマイノリティに焦点を当てたフォーラムも開催された。
この時には、関西クィア映画祭・北京クィア映画祭の交流が企画され、関西から多数の参加者がいたほか、日本のクィア映画の4作品が上映された。また、2012年の関西クィア映画祭で『わたしたちの物語 ～ 北京クィア映画祭と十年間の「ゲリラ戦」』が上映され、監督の楊洋が招待された。

### 2014年・第7回
2013年の映画祭の成功を受けて、2014年には一般の映画館での上映を決め、ソーシャルメディアを通じて北京のLGBTコミュニティに映画祭を宣伝したが、この時期に習近平・李克強の新指導部が成立し、中国政府は政府批判を行う者を逮捕し、政府に批判的とみなされたNGOを閉鎖するなどの動きに出ていた。こうした状況下で、2013年8月下旬、北京インディペンデント映画祭が閉幕を余儀なくされ、観客が警察に追い払われ、主催者が拘束され、書類や映画のアーカイブが押収されるということがあった。この事件を受けて、2014年の北京クィア映画祭の主催者は、一般の映画館を使うことをやめ、ソーシャルメディアでの活動を減らしたものの、映画祭が始まる直前に主催の一人である呉漫のもとに警官が訪れ、計画通りに映画祭を進めると問題が起きると警告した。
そこで、再度開催方法を変更し、映画祭の開幕前日に参加希望者にメールを送り、「翌朝、北京中央駅に行き、万里の長城近くの町へ向かう午前11時15分発の列車の切符を購入し、7号車に乗り込むこと」そして「ノートパソコンを必ず持参すること」を通知した。翌朝、列車の7号車は中国のLGBT映画ファン・映画製作者・学者・芸術家・活動家などで埋め尽くされ、主催者は過去の映画祭の歴史を振り返るオープニング作品『わたしたちの物語』が入ったノートパソコン用のフラッシュメモリーを配った。
その後、映画祭は大きな事件は終了し、中国・香港・台湾・韓国・ヨーロッパの作品が、地元当局の管理下にないオランダ大使館にて上映された。長編・ドキュメンタリー・学生映画を含む様々な短編が上映されたほか、「軽いドキュメンタリー、重いアクティビズム」や「トップに立つ女性たち」といった様々なテーマのパネルディスカッションが行われた。

## 他の類似の映画祭
その他の中国語圏のLGBT映画祭としては、CINEMQ、香港レズビアン＆ゲイ映画祭、上海PRIDE映画祭、台湾国際クィア映画祭などがある。このうち上海クィア映画祭は、北京クィア映画祭と同じく、ボランティアで運営される非営利のイベントで、中国やその他のアジアのバックグラウンドを持つ映画制作者のLGBT作品の制作を促進することを目的としている。

### 中国語文献
- 陳礼勇. “首届中国同性恋电影节夭折内幕(1)”. 新浪読書. 2005年2月23日時点のオリジナルよりアーカイブ。2023年12月19日閲覧。
- 陳礼勇. “首届中国同性恋电影节夭折内幕(2)”. 新浪読書. 2005年2月20日時点のオリジナルよりアーカイブ。2023年12月19日閲覧。
- 崔子恩 (2009年6月19日). “酷儿影像，影响中国”. fanHALLsfilms. 2009年6月22日時点のオリジナルよりアーカイブ。2023年12月19日閲覧。
- 楊洋 (2009年6月19日). “北京同志影展史话1, 2”. fanHALLsfilms. 2009年6月22日時点のオリジナルよりアーカイブ。2023年12月19日閲覧。
- 范坡坡 (2009年6月19日). “北京同志影展史话3”. fanHALLsfilms. 2009年6月22日時点のオリジナルよりアーカイブ。2023年12月19日閲覧。
- 小冬 (2009年6月18日). “第四届北京酷儿影展开幕”. 爱白网. 2009年6月28日時点のオリジナルよりアーカイブ。2023年12月19日閲覧。
- 福永玄弥 (2013年7月30日). “关西酷儿影展、关西彩虹游行”. 北京酷儿影展. 2023年12月19日閲覧。
- “第六届北京酷儿影展成功举办”. 淡藍網 (2013年6月24日). 2013年6月30日時点のオリジナルよりアーカイブ。2023年12月19日閲覧。
- “Our Story: The Beijing Queer Film Festival's 10 Years of "Guerrilla Warfare"”. Pixnet (2015年8月12日). 2017年3月24日時点のオリジナルよりアーカイブ。2023年12月12日閲覧。

### 英語文献
- Tin Tran (2009年6月18日). “Gays In China: Beijing Queer Film Festival Goes Off Without A Hitch”. The Huffington Post. 2009年6月20日時点のオリジナルよりアーカイブ。2016年2月12日閲覧。
- “Sixth Beijing Queer Film Festival Goes Off Without a Hitch”. QueerComrades.com (2013年6月27日). 2016年2月15日時点のオリジナルよりアーカイブ。2016年2月21日閲覧。
- Patrick Brzeski (2013年7月1日). “China's Beijing Queer Film Festival Concludes Without Government Interference”. The Hollywood Reporter. 2022年5月17日時点のオリジナルよりアーカイブ。2016年2月12日閲覧。
- Dean Hamer (2015年1月7日). “Hiding in Plain Sight: The Beijing Queer Film Festival”. Filmmaker magazine. 2016年2月11日閲覧。

### 日本語文献
- “関西クィア映画祭2012”. 関西クィア映画祭 (2012年). 2023年12月19日閲覧。
- 于寧「北京酷児映画展 : 現代中国における性的少数者の文化政治について」『女たちの21世紀 = Women's Asia 21』第90巻、アジア女性資料センター、2017年6月、30-33頁、ISSN 21867143。
- 遠山日出也「近現代中国と性的マイノリティ」『歴史学研究 = Journal of historical studies』第1016巻、歴史学研究会、2021年11月、35-46頁、ISSN 03869237。
- 遠山日出也 著「コラム5 セクシュアル・マイノリティ」、小浜正子ほか 編『中国ジェンダー史研究入門』 1016巻、京都大学学術出版会、2018年2月。ISBN 9784814001248。